# وانوگن
وانوگن (به آلمانی: Wahnwegen) یک شهر در آلمان است که در گلان-مونشوایلر (فرباندسگماینده) واقع شده‌است. وانوگن ۷۵۹ نفر جمعیت دارد.